# Bett1open 2023
bett1open 2023 byl tenisový turnaj na ženském profesionálním okruhu WTA Tour hraný v Rot-Weiß Tennis Clubu. Devadesátý šestý ročník German Open probíhá mezi 19. až 25. červnem 2023 v německé metropoli Berlíně na otevřených travnatých dvorcích.
Turnaj dotovaný 678 814 eury patřil do kategorie WTA 500. Nejvýše nasazenou hráčkou ve dvouhře se stala světová dvojka Aryna Sabalenková. V důsledku invaze Ruska na Ukrajinu na konci února 2022 řídící organizace tenisu ATP, WTA a ITF s grandslamy rozhodly, že ruští a běloruští tenisté mohli dále na okruzích startovat, ale do odvolání nikoli pod vlajkami Ruska a Běloruska.
Třicátý první singlový titul na okruhu WTA Tour, a šestý na trávě, vybojovala 33letá Češka Petra Kvitová. Stala se tak nejstarší vítězkou German Open v otevřené éře. Mezi aktivními hráčkami držela vyšší počet 49 titulů pouze Venus Williamsová. Čtyřhru ovládl francouzsko-brazilský pár Caroline Garciaová a Luisa Stefaniová, jejíž členky získaly první společnou trofej. V tiebreaku druhé sady finále odvrátily tři mečboly.

## Rozdělení bodů a finančních odměn

### Rozdělení bodů
| Soutěž  | Soutěž | vítězky | finalistky | semifinalistky | čtvrtfinalistky | 16 v kole | 32 v kole | Q  | Q2 | Q1 |
| ------- | ------ | ------- | ---------- | -------------- | --------------- | --------- | --------- | -- | -- | -- |
| dvouhra | [ 1 ]  | 470     | 305        | 185            | 100             | 55        | 1         | 25 | 13 | 1  |
| čtyřhra | [ 6 ]  | 470     | 305        | 185            | 100             | 1         | —         | —  | —  | —  |

### Finanční odměny
| Soutěž                                | Soutěž      | vítězky   | finalistky | semifinalistky | čtvrtfinalistky | 16 v kole | 32 v kole | Q2      | Q1      |
| ------------------------------------- | ----------- | --------- | ---------- | -------------- | --------------- | --------- | --------- | ------- | ------- |
| dvouhra                               | [ 1 ] [ 7 ] | 104 478 € | 64 500 €   | 37 672 €       | 17 796 €        | 9 156 €   | 5 156 €   | 4 860 € | 2 488 € |
| čtyřhra                               | [ 6 ]       | 34 870 €  | 21 130 €   | 12 090 €       | 5 260 €         | 3 780 €   | —         | —       | —       |
| částky ve čtyřhře jsou uváděny na pár |             |           |            |                |                 |           |           |         |         |

## Ženská dvouhra

### Nasazení
| Stát                           | Hráčka             | WTA | Nasazení |
| ------------------------------ | ------------------ | --- | -------- |
|                                | Aryna Sabalenková  | 2.  | 1.       |
| Kazachstán                     | Jelena Rybakinová  | 3.  | 2.       |
| Francie                        | Caroline Garciaová | 4.  | 3.       |
| Tunisko                        | Ons Džabúrová      | 6.  | 4.       |
| USA                            | Coco Gauffová      | 7.  | 5.       |
| Řecko                          | Maria Sakkariová   | 8.  | 6.       |
| Česko                          | Petra Kvitová      | 9.  | 7.       |
|                                | Darja Kasatkinová  | 11. | 8.       |
| Žebříček WTA k 12. červnu 2023 |                    |     |          |

### Jiné formy účasti
Následující hráčky obdržely divokou kartu do hlavní soutěže:
- Veronika Kuděrmetovová
- Sabine Lisická
- Markéta Vondroušová

Následující hráčka nastoupila do hlavní soutěže pod žebříčkovou ochranou:
- Nadia Podoroská

Následující hráčky postoupily z kvalifikace:
- Jaimee Fourlisová
- Polina Kuděrmetovová
- Jule Niemeierová
- Laura Siegemundová
- Wang Sin-jü
- Věra Zvonarevová

### Odhlášení
před zahájením turnaje
- Paula Badosová → nahradila ji  Kateřina Siniaková
- Belinda Bencicová → nahradila ji  Bianca Andreescuová
- Petra Martićová → nahradila ji Elina Avanesjanová
- Jessica Pegulaová → nahradila ji  Nadia Podoroská
- Shelby Rogersová → nahradila ji Aljaksandra Sasnovičová
- Sloane Stephensová → nahradila ji Varvara Gračovová
- Martina Trevisanová → nahradila ji Anna Blinkovová

## Ženská čtyřhra

### Nasazení
| Stát                                                                       | Hráčka                      | Stát       | Hráčka          | WTA | Nasazení |
| -------------------------------------------------------------------------- | --------------------------- | ---------- | --------------- | --- | -------- |
| USA                                                                        | Nicole Melichar-Martinezová | Austrálie  | Ellen Perezová  | 17. | 1.       |
| USA                                                                        | Desirae Krawczyková         | Nizozemsko | Demi Schuursová | 24. | 2.       |
| Japonsko                                                                   | Šúko Aojamová               | Japonsko   | Ena Šibaharaová | 41. | 3.       |
| Kazachstán                                                                 | Anna Danilinová             | Čína       | Sü I-fan        | 51. | 4.       |
| Žebříček WTA k 12. červnu 2023; číslo je součtem umístění obou členek páru |                             |            |                 |     |          |

### Jiné formy účasti
Následující páry obdržely divokou kartu do čtyřhry:
- Darja Kasatkinová /  Sabine Lisická
- Jule Niemeierová /  Noma Noha Akugueová

## Přehled finále

### Ženská dvouhra
- Petra Kvitová vs.  Donna Vekićová, 6–2, 7–6(8–6)

### Ženská čtyřhra
- Caroline Garciaová /  Luisa Stefaniová vs.  Kateřina Siniaková /  Markéta Vondroušová, 4–6, 7–6(10–8), [10–4]